# Шлижюс, Чесловас Йонович
Чесловас Йонович Шлижюс — советский хозяйственный, государственный и политический деятель.

## Биография
Родился в 1939 году в Литве. Член КПСС с 1962 года.
С 1961 года — на хозяйственной, общественной и политической работе. В 1961—1990 гг. — комсомольский работник, инструктор, заведующий сектором ЦК Комсомола Литвы, первый секретарь Клайпедского горкома комсомола, ответорганизатор, заведующий сектором ЦК ВЛКСМ, инспектор ЦК Компартии Литвы, первый секретарь Ленинского райкома партии города Вильнюса, первый секретарь Клайпедского горкома КП Литвы.
Избирался депутатом Верховного Совета Литовской ССР 11-го созыва.
Жил в Литве.